# Parrocchia di Saint Thomas (Giamaica)
La parrocchia di Saint Thomas (in lingua inglese Saint Thomas Parish) è una delle quattordici parrocchie civili della Giamaica, è situata nella parte sud-orientale dell'isola e fa parte della Contea di Surrey con 94.471 abitanti (dato 2009).
Il capoluogo è Morant Bay.